# Slaughter & The Dogs
Slaughter & The Dogs je engleski Oi! punk sastav. Osnovan je 1975. godine u Wythenshaweu kod Manchestera u Engleskoj. 
Bio je jednim od prvih pankerskih sastava iz Ujedinjenog Kraljevstva koji je potpisao ugovor s nekom velikom diskografskom etiketom. Bila je to Decca Records.
Sastav je nekoliko puta prekidao svoj rad. Prvo razdoblje dok je svirao bilo je od 1976. do 1978., drugo od 1979. do 1981. godine, a treće traje od 1996. do danas.
Današnja postava:
- Wayne Barrett
- Mick Rossi
- J. P. Thollet
- Noel Kay

U prijašnjim postavama su svirali Howard Bates, Brian Grantham (Mad Muffet), Eddie Garrity (Ed Banger), Phil Rowland, Nigel Mead te dva kasnije svjetski poznata glazbena imena, Steve Morrissey (Morrissey, pjevač The Smithsa) i Billy Duffy (poznati gitarist The Culta).
Sufinancijer ovog sastava je bio Rob Gretton, kasniji menedžer Joy Divisiona i New Ordera.

## Diskografija

### Studijski albumi
- Do It Dog Style (Decca Records, SKL 5292, svibanj 1978.)
- Bite Back (as 'Slaughter', DJM, DJF 20566, ožujak 1980.)
- Shocking (Receiver, svibanj 1991.)
- Beware Of... (Captain Oi, listopad 2001.)

### Izbor albuma uživo
- Live Slaughter Rabid Dog (Rabid, prosinac 1978.)
- Live at the Factory 1981 (svibanj 1989.)
- Where Have All the Boot Boys Gone? (uživo) (ožujak 1994.)
- Barking Up the Right Tree (Amsterdamned, 1998.)

### Izbor kompilacija
- The Way We Were (Thrush Records, 1983.)
- Slaughterhouse Tapes (1989.) – Studijski izresci, dema i snimke uživo
- Cranked Up Really High (1995.)
- Punk Rock Singles Collection (2000.)
- Anthology (2001.)
- Best of Slaughter & the Dogs (Taang Records, 2002.)
- A Dog Day Afternoon (TKO Records, 2003.)

## Vanjske poveznice
- http://www.slaughterandthedogs.co.uk/  Arhivirana inačica izvorne stranice od 9. listopada 2011. (Wayback Machine) Službene stranice
- http://www.allmusic.com/artist/p20582 Allmusic Slaughter & the Dogs
- http://www.punk77.co.uk/groups/slaughterandthedogs.htm www.punk77.co.uk: Slaughter & the Dogs
- http://punkmodpop.free.fr/slaughterandthedogs_pic.htm  Arhivirana inačica izvorne stranice od 30. lipnja 2008. (Wayback Machine) Punkmodpop: Slaughter & the Dogs
- http://web.telia.com/~u31309301/slaughterandthedogseng.htm  Arhivirana inačica izvorne stranice od 8. listopada 2008. (Wayback Machine) Razgovor s članom